# Stabilimento siderurgico di Völklingen
Lo stabilimento siderurgico di Völklingen (in tedesco Völklinger Hütte) è un complesso siderurgico situato nella città tedesca di Völklingen nella Saarland. La costruzione iniziò nel 1873, e il centro divenne rapidamente un complesso industriale unico in Europa, garantendo tutte le fasi della produzione di ghisa e acciaio. Al culmine della produzione durante il dopoguerra, la fabbrica impiegò fino a 17 000 lavoratori. Chiuso nel 1986, il complesso è stato inserito nell'elenco dei patrimoni dell'umanità dell'UNESCO nel 1994: è stato il primo monumento industriale a comparire in questa lista. È anche il punto di partenza del percorso del patrimonio industriale europeo.

## Storia
Nel 1873 l'ingegnere Julius Buch Steel installò le prime macchine vicino alla città di Völklingen per produrre travi in ferro e traversine ferroviarie scavando minerali di ferro nelle miniere del Lussemburgo. L'attività della fabbrica fu interrotta nel 1879. Il sito abbandonato fu acquistato da Carl Röchling, due anni dopo, e nel 1883 vi fu costruito il primo altoforno. Alla fine del XIX secolo, la fabbrica divenne una delle più produttive in Europa e il primo centro di produzione di travi in Germania. Il centro fu il primo al mondo ad applicare il metodo di purificazione del gas secco creando l'impianto nel 1911.
Dopo la prima guerra mondiale, il trattato di Versailles del 1919 concesse alla Francia la proprietà delle miniere di carbone, compresa la fabbrica di Völklingen, e pose il territorio del bacino della Saar sotto il mandato della Società delle Nazioni. Il plebiscito del 13 gennaio 1935, a favore dell'adesione alla Germania, ottenne una stragrande maggioranza (90,8%) e la fabbrica divenne di nuovo tedesca.
Durante la seconda guerra mondiale, 12 393 uomini, donne e bambini, provenienti da 20 paesi diversi ma soprattutto da Russia, Polonia e Jugoslavia, lavorarono nelle fucine e nelle acciaierie in condizioni molto dure. Tra questi "Zwangarbeiter" (lavoratori forzati), 261 di cui 60 bambini, morirono nello stabilimento. Dopo la guerra, la Saar fu inclusa nella zona di occupazione francese e l'amministrazione della fabbrica tornò alla Francia fino a quando fu annessa alla Germania Ovest il 1º gennaio 1957.
Dalla fine della seconda guerra mondiale e fino alla fine della produzione di ghisa, nel 1986, vennero apportate solo alcune piccole modifiche di ammodernamento e manutenzione. La fabbrica raggiunse il suo massimo livello di produzione nel corso del boom edilizio. Il numero dei lavoratori raggiunse la soglia di oltre 17 000. Dal 1975, la crisi mondiale dell'acciaio si fece sentire anche nella Saar. I complessi siderurgici e metallurgici di Völklingen e Burbach, sotto il nome ARBED-Saarstahl, non scamparono a questo declino. Migliaia di lavoratori persero il lavoro e la fabbrica interruppe la produzione nel 1986.

## Descrizione

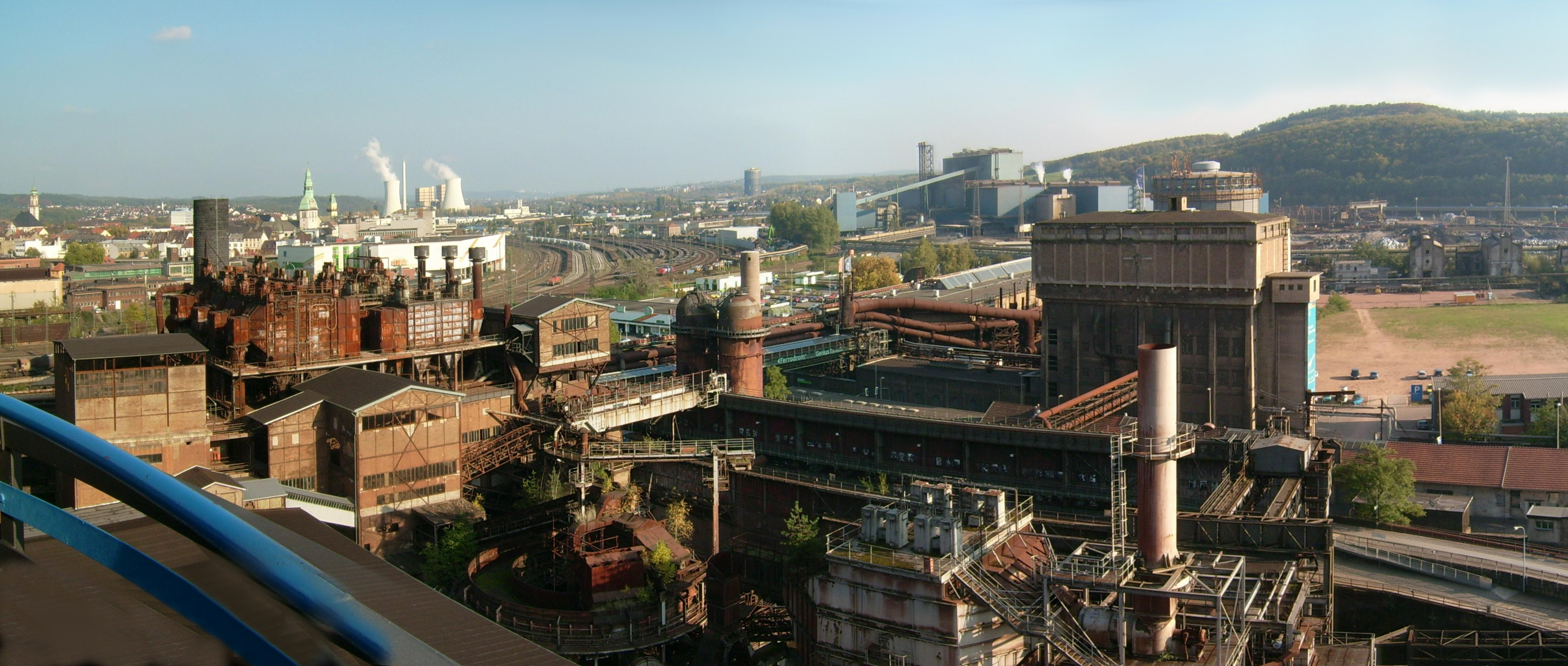

Affacciato sulla città di Völklingen, il complesso siderurgico sulle rive del fiume Saar si estende su una superficie di circa 6 ettari. Il sito comprende impianti specifici per ogni fase della produzione della ghisa dal minerale di ferro e dal carbone, alla produzione di metallo nei forni, a cui si aggiungono attrezzature ausiliarie come i soffiatori e la torre dell'acqua. Dalla cessazione della produzione, nel 1986, il sito non ha subito modifiche significative se non quelle necessarie per consentire la visita del sito, e l'aspetto generale del complesso è quello degli anni '30. I resti dell'acciaieria costruita da Buch nel 1873 sono stati conservati nella centrale sotto gli altiforni.

### Capannoni di stoccaggio
I minerali venivano immagazzinati e miscelati in un capannone di 1.000 m2 in grado di contenere fino a 12.000 tonnellate di materie prime. La sala di miscelazione era stata costruita dal 1911 al 1913.

### Altiforni
Il primo dei sei altiforni fu costruito nel 1883, l'ultimo del 1903. Al centro dell'installazione c'è la serie di sei altiforni, alti 45 metri e per una lunghezza di 250. Dei cassonetti portavano le materie prime che venivano poi versate in silos alti una trentina di metri.

### Cokeria
Una prima unità di cokeria fu costruita nel 1897. Venne poi ricostruita e ampliata nel 1935.

### Sala di soffiaggio
Tra il 1905 e il 1914 furono costruite sei macchine per il soffiaggio del gas. L'aria prodotta veniva insufflata negli altiforni, e le macchine erano azionate dal gas proveniente dagli altiforni.

### Laboratorio di agglomerazione

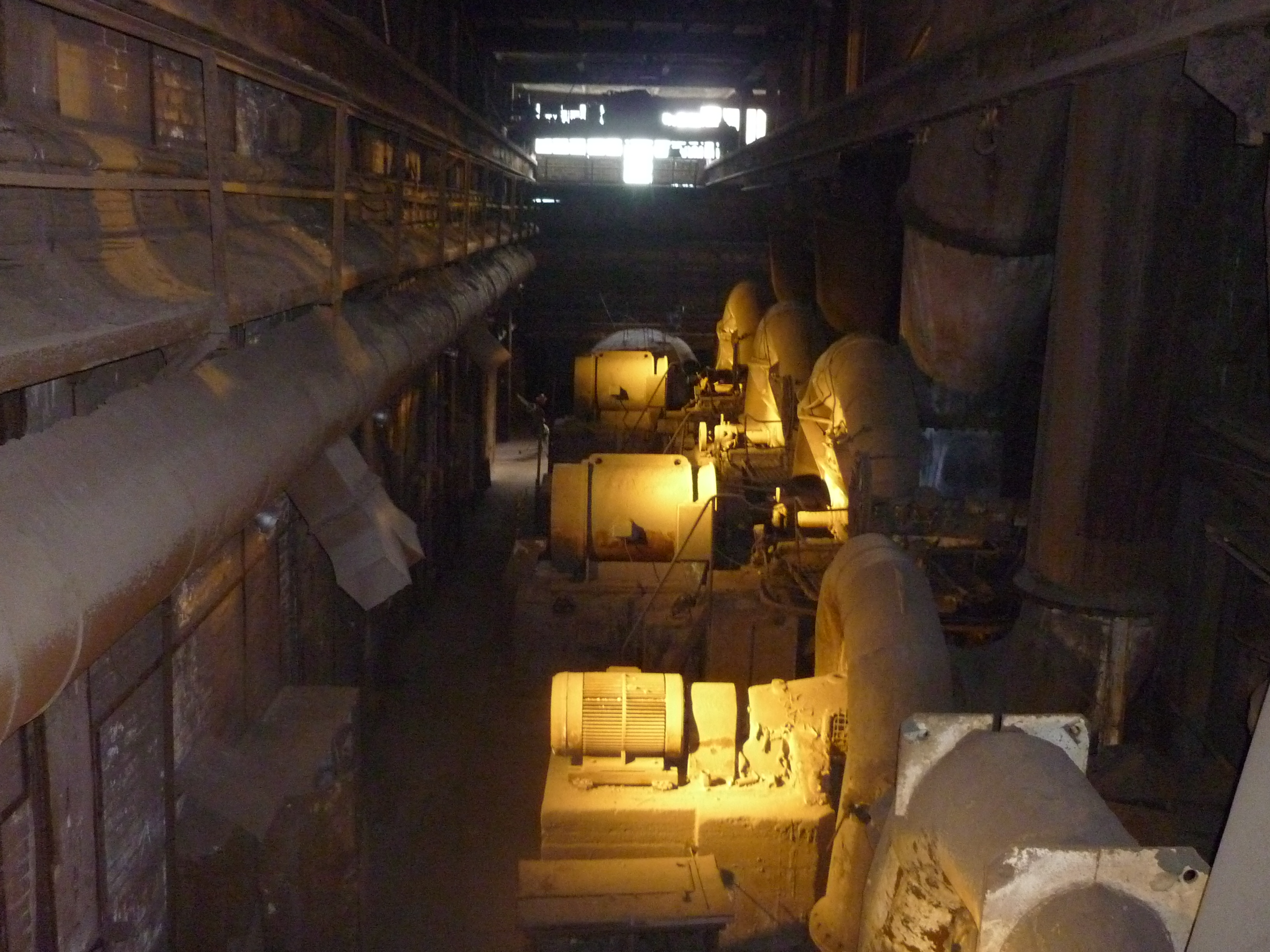
Ventilatori di aspirazione nell'officina dell'agglomerato.

L'impianto di sinterizzazione del minerale fu costruito tra il 1928 e il 1930 ed era costituito da quattro linee di sinterizzazione, utilizzando il procedimento Dwight-Lloyd. I rifiuti della produzione di acciaio potevano così essere riciclati negli altiforni. Questa unità divenne un modello per molte installazioni in tutta Europa.

### Torre dell'acqua
La torre centrale dell'acqua, costruita nel 1918 è considerata la prima costruzione in cemento armato del continente europeo e testimonia una nuova architettura industriale.

## Patrimonio mondiale

### Patrimonio culturale mondiale Völklinger Hütte
A seguito della cessazione della produzione nello stabilimento, nel 1987 è stata creata un'associazione per conservare edifici e attrezzature e renderli un centro del patrimonio industriale della Grande Regione. La proprietà della fabbrica è stata poi ceduta dalla Dillinger-Hütter-Saarstahl AG al governo regionale della Saarland e il sito è stato dichiarato monumento culturale dalla legge regionale sulla protezione e conservazione dei monumenti.
Nella 18ª sessione del Comitato di valutazione per il Patrimonio dell'umanità dell'UNESCO, nel 1994 a Phuket, venne presa la decisione di includere il complesso industriale di Völklingen nella lista del patrimonio mondiale, rendendo l'impianto il primo monumento industriale ad entrare nella lista.

### Museo e mostre temporanee
La visita della fabbrica offre un percorso che permette di scoprire le diverse fasi della produzione dell'acciaio. Dal 2004, il museo della scienza Ferrodrom offre mostre multimediali sul mondo del ferro e dell'acciaio. Nel 2010, più di 2.500.000 persone avevano visitato il museo dalla sua apertura.
Dagli anni '90 sul sito sono stati organizzati eventi culturali, con concerti di musica rock e da camera e mostre temporanee sull'uomo, la natura e la tecnologia. Dal 2011 vi è organizzata la UrbanArt Biennale dedicata all'arte urbana. Nel 2018, l'artista plastico francese Christian Boltanski ha installato a La Hütte una performance in memoria dei lavoratori forzati della seconda guerra mondiale.

## Galleria d'immagini

Stabilimento siderurgico di Völklingen - Völklinger Hütte
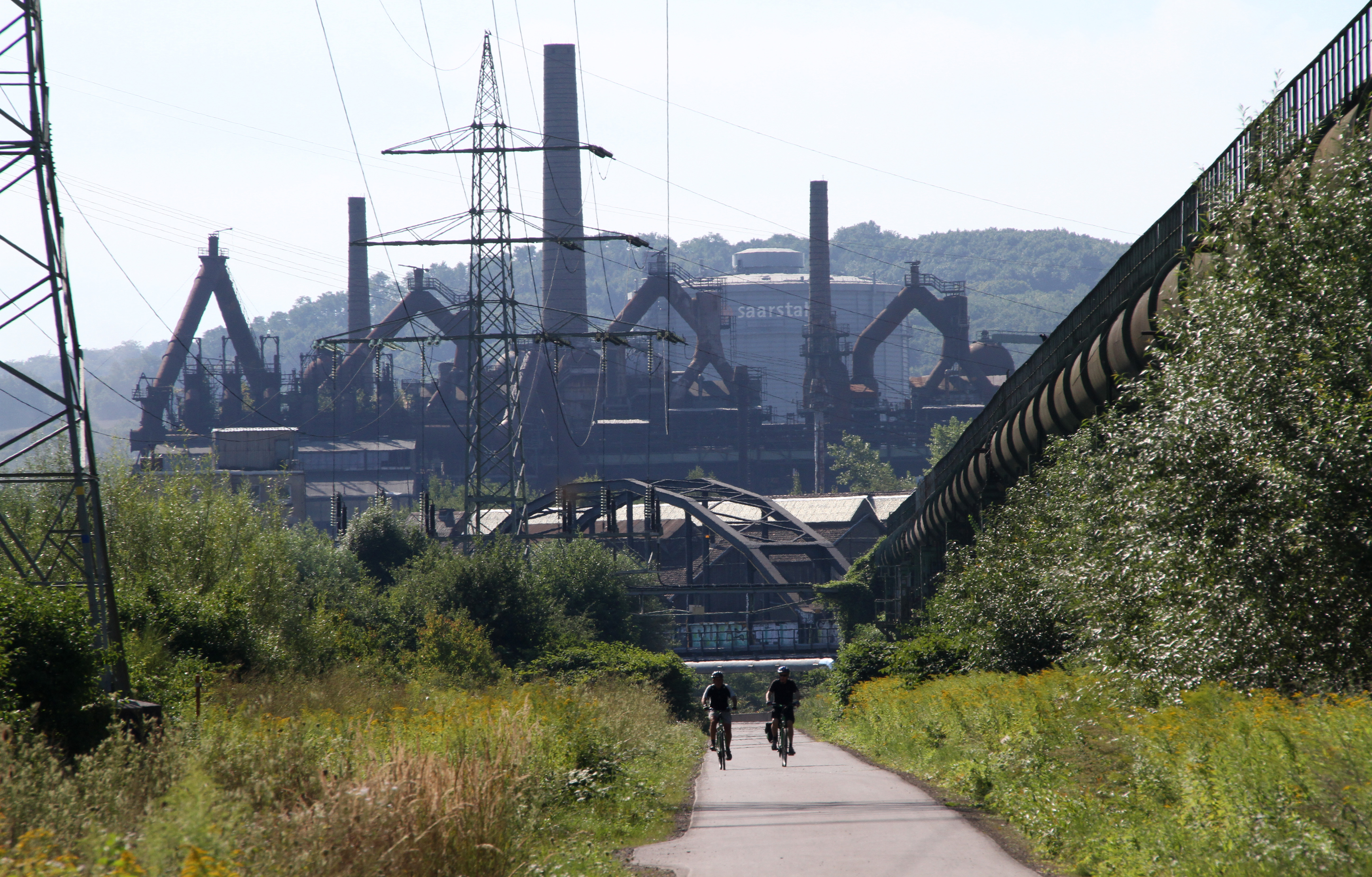
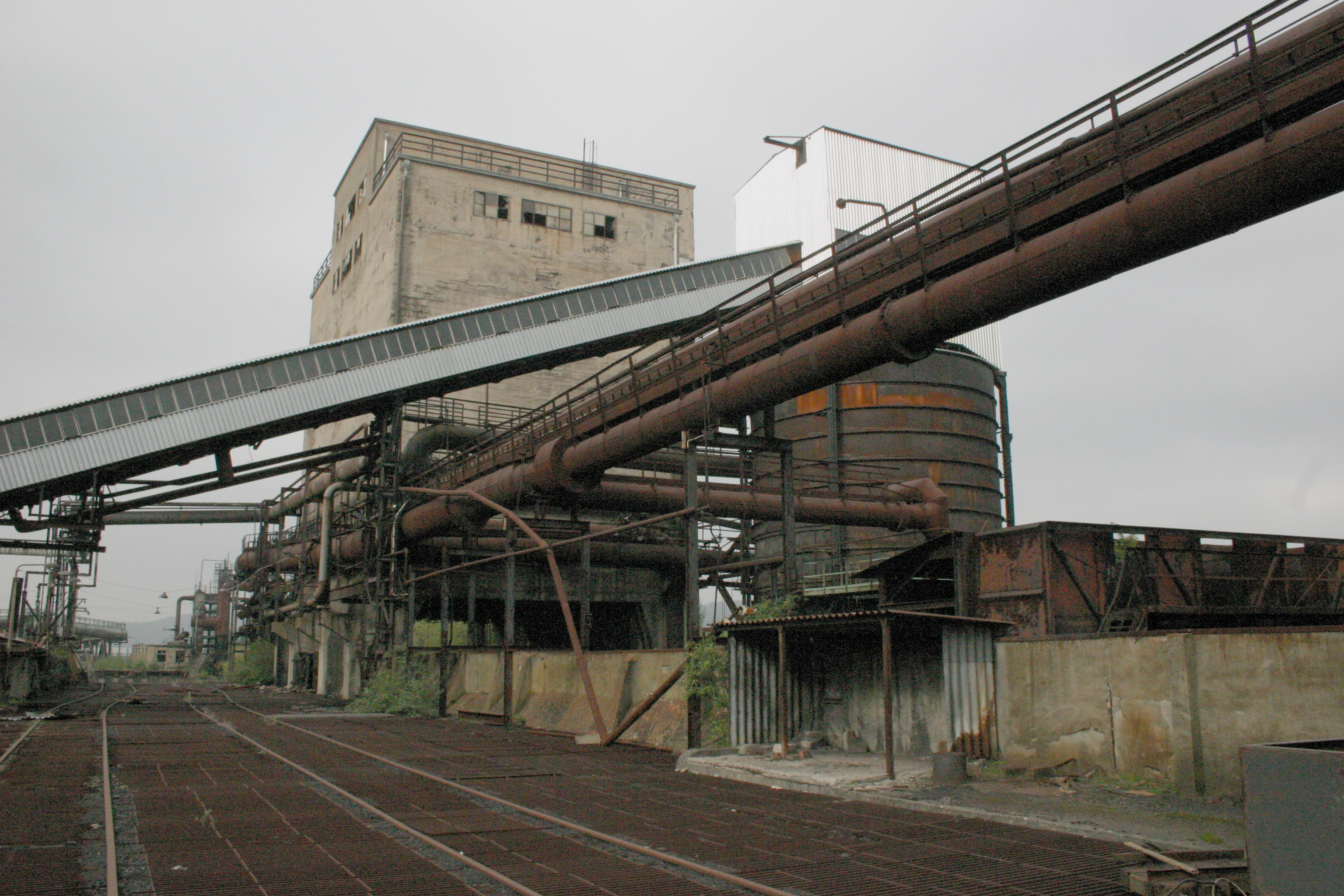
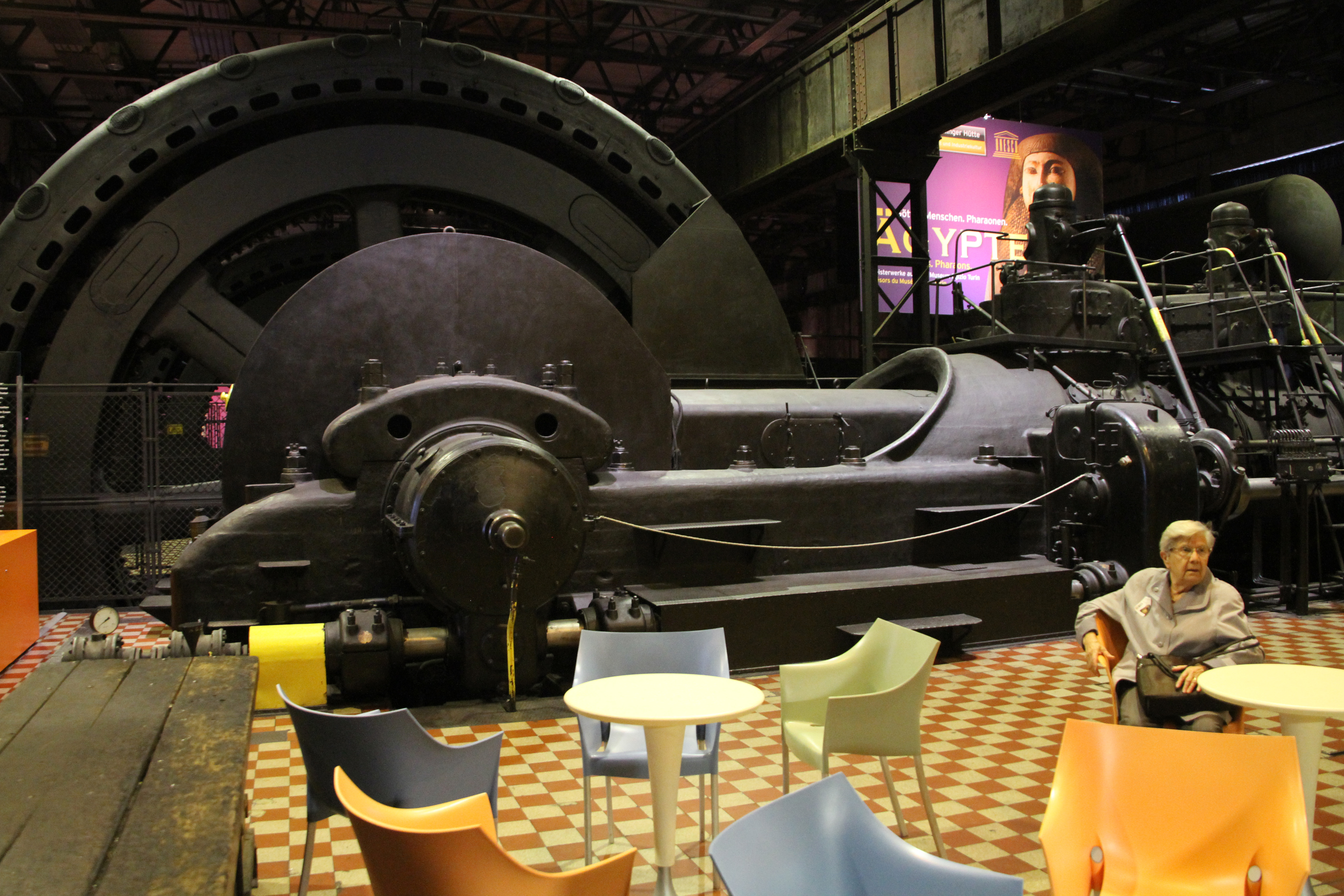
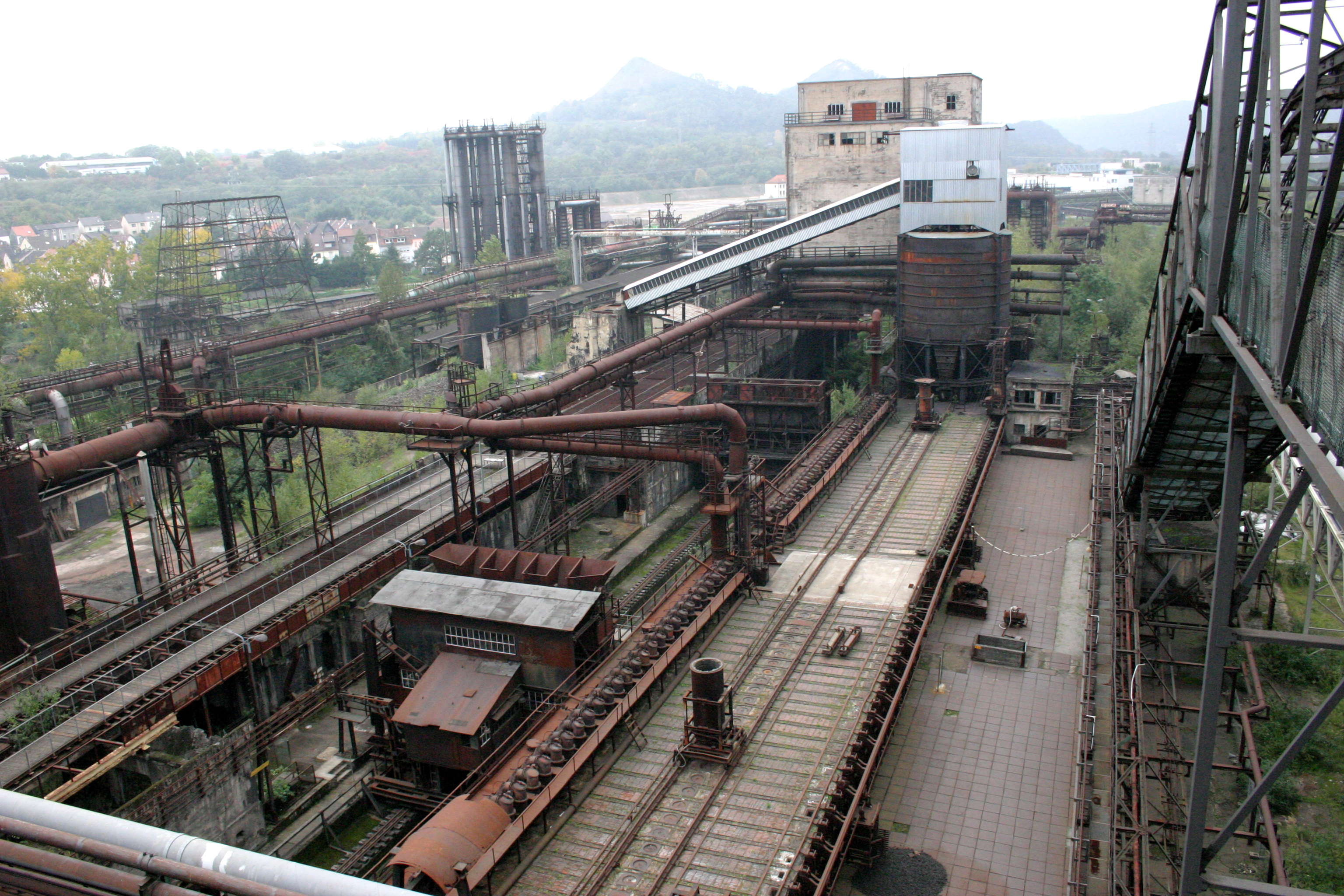
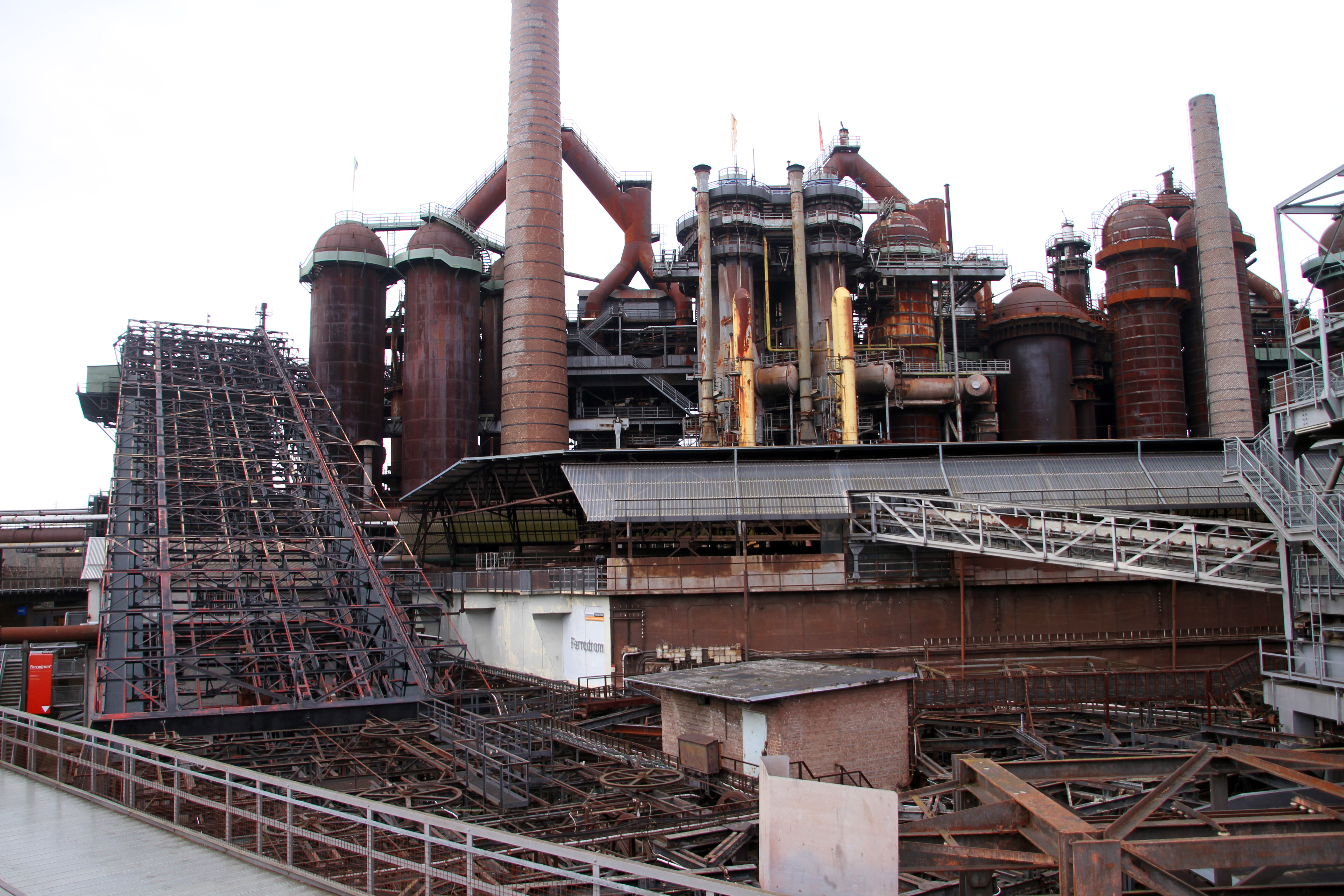
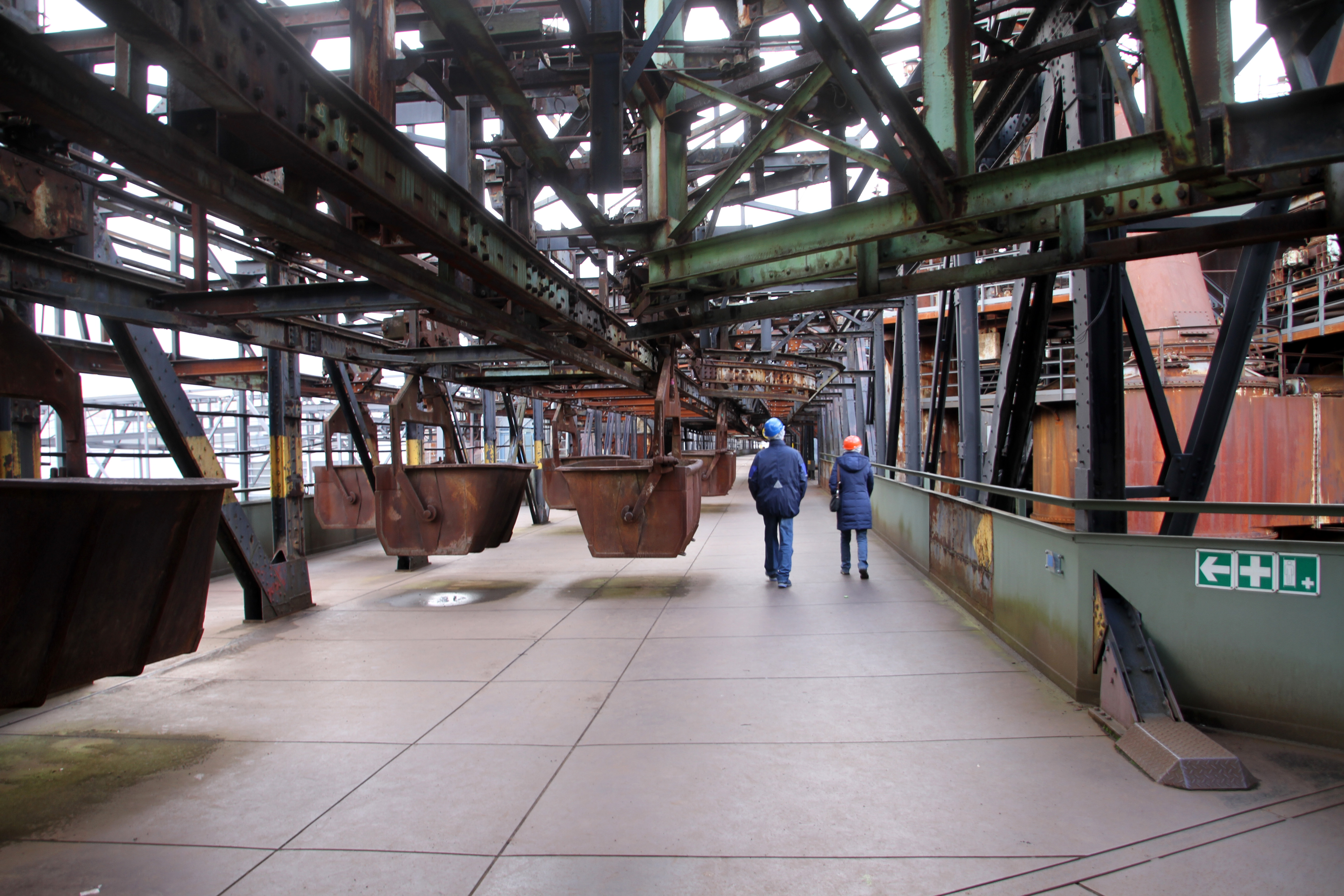
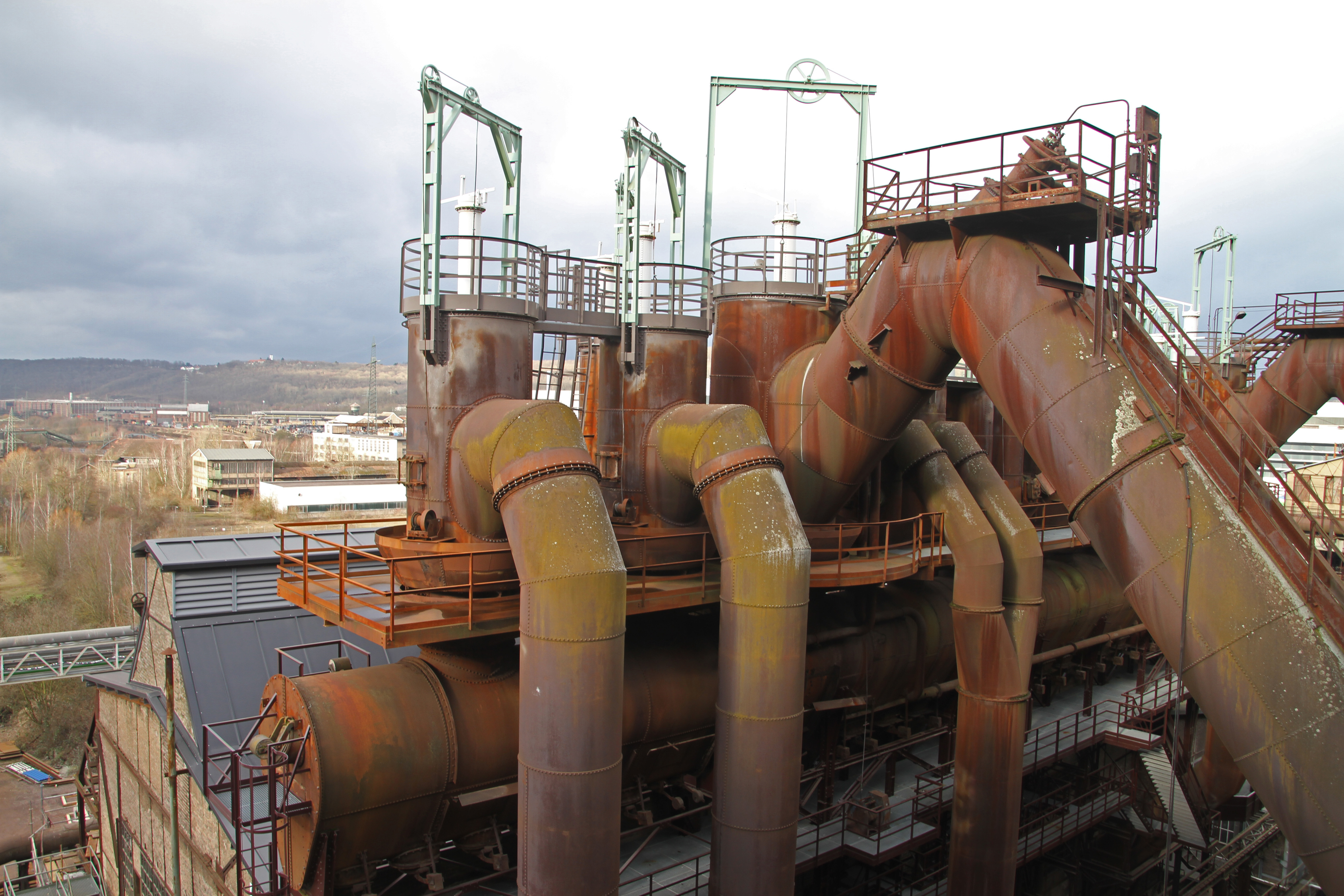
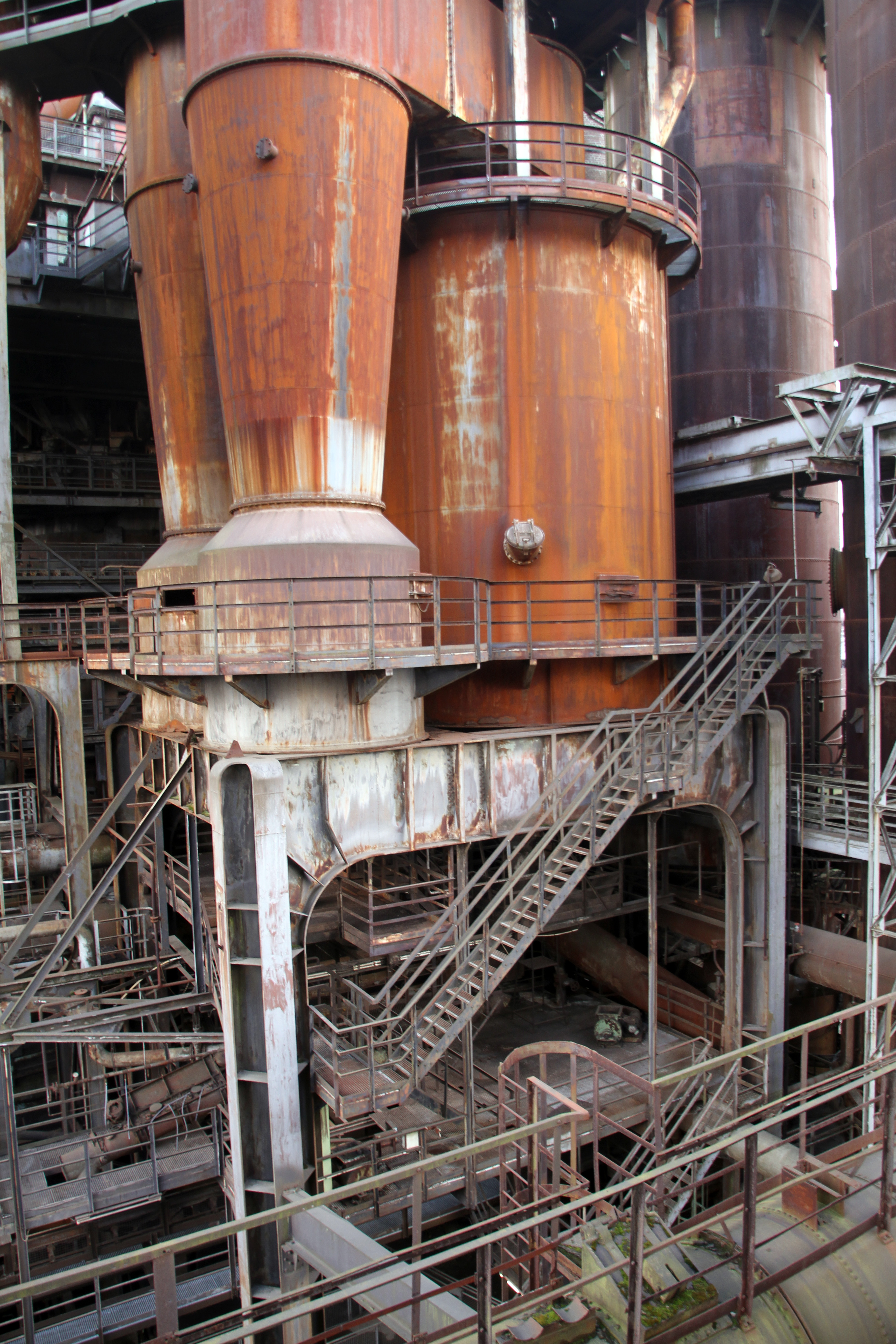
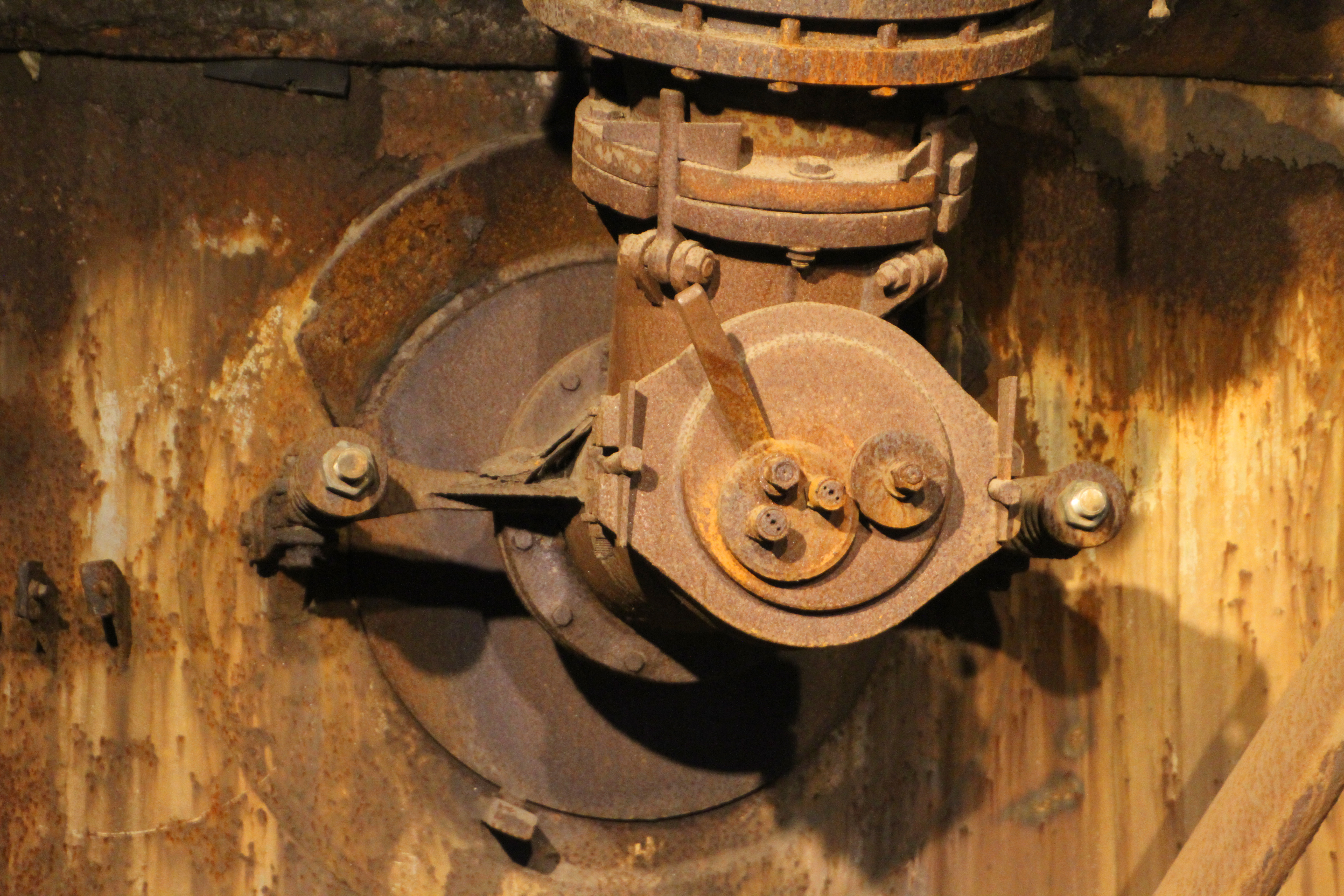
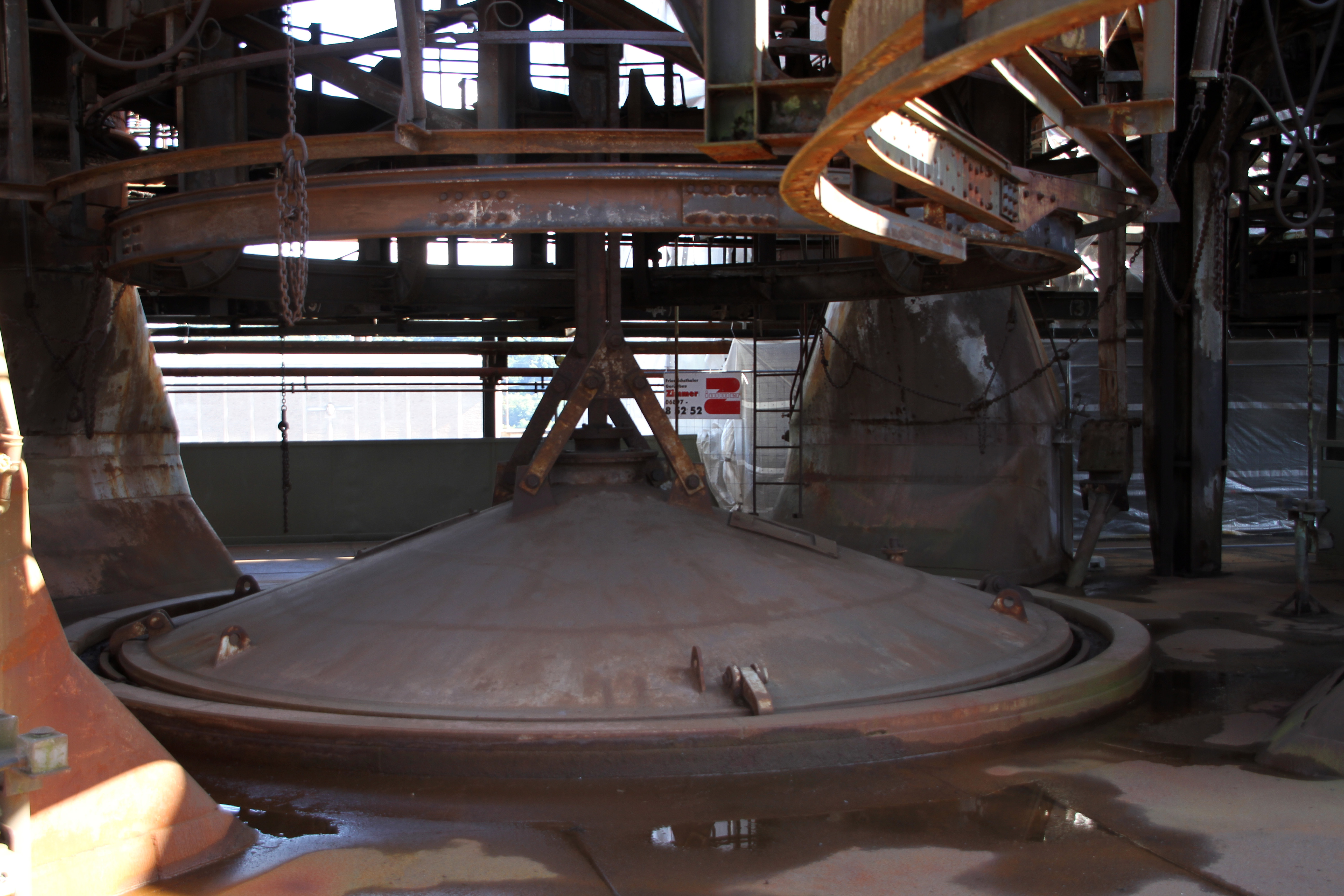